# Хонган
Хонган (кор. 헌강, 憲康, Heon-gang, Hŏn'gang; 861–886) — корейський правитель, сорок дев'ятий володар (ван) держави Сілла (двадцятий ван об'єднаної Сілли).
Був старшим сином і спадкоємцем вана Кьонмуна. Зійшов на престол після смерті батька 875 року.
879 року був змушений придушувати повстання під проводом одного з впливових аристократів. Намагався знизити народні хвилювання, видавши указ про загальну амністію.
Помер 886 року. Після того трон зайняв його молодший брат, Чонган.